# Top Model (Na Uy mùa 2)
Top Model Na Uy, Mùa 2 là mùa thứ hai của Norway's Next Top Model được phát sóng vào tháng 9 đến tháng 11 năm 2007 với 13 thí sinh sẽ tranh giành danh hiệu Norges nye toppmodell (tiếng Anh: Norway's new top model). Kathrine Sørland được thay thế bởi Vendela Kirsebom là host mới của chương trình.
Người chiến thắng của mùa này là Kamilla Alnes, 18 tuổi từ Ålesund. Cô giành được:
- 1 hợp đồng người mẫu với Women Management ở Paris
- Lên ảnh bìa tạp chí Cosmopolitan
- Chiến dịch quảng cáo cho Max Factor trị giá 150.000kr
- Chiến dịch quảng cáo cho Synsam trị giá 150.000kr

## Các thí sinh
(Tuổi tính từ ngày dự thi)
| Thi sinh                     | Tuổi | Chiều cao               | Quê quán  | Bị loại ở | Hạng  |
| ---------------------------- | ---- | ----------------------- | --------- | --------- | ----- |
| Ann-Jeanett Angell-Henriksen | 25   | 1,77 m (5 ft 9+1⁄2 in)  | Bergen    | Tập 1     | 13    |
| Kine Johansen                | 19   | 1,77 m (5 ft 9+1⁄2 in)  | Yven      | Tập 2     | 12    |
| Kristina Breivik             | 20   | 1,77 m (5 ft 9+1⁄2 in)  | Ålesund   | Tập 3     | 11–10 |
| Kristina Talleraas           | 17   | 1,76 m (5 ft 9+1⁄2 in)  | Trondhiem | Tập 3     | 11–10 |
| Agathe Guttuhaugen           | 19   | 1,77 m (5 ft 9+1⁄2 in)  | Oslo      | Tập 4     | 9     |
| Julia Lyon                   | 27   | 1,75 m (5 ft 9 in)      | Oslo      | Tập 5     | 8     |
| Kaja Lilleng                 | 16   | 1,79 m (5 ft 10+1⁄2 in) | Oslo      | Tập 6     | 7     |
| Silje Løvik                  | 22   | 1,73 m (5 ft 8 in)      | Oslo      | Tập 7     | 6     |
| Anette Wiborg                | 17   | 1,77 m (5 ft 9+1⁄2 in)  | Drammen   | Tập 9     | 5     |
| Esther Roe                   | 20   | 1,72 m (5 ft 7+1⁄2 in)  | Oslo      | Tập 10    | 4     |
| Ivanna Petrova               | 17   | 1,75 m (5 ft 9 in)      | Bergen    | Tập 12    | 3–2   |
| Polina Barbasova             | 17   | 1,77 m (5 ft 9+1⁄2 in)  | Oslo      | Tập 12    | 3–2   |
| Kamilla Alnes                | 18   | 1,77 m (5 ft 9+1⁄2 in)  | Ålesund   | Tập 12    | 1     |

## Các tập

### Tập 1
Khởi chiếu: 3 tháng 9 năm 2007
Từ hơn 700 cô gái đăng kí dự thi, 13 thí sinh mới đã được chọn và được di chuyển tới căn hộ của mình. Sau đó, Vendela đến gặp các cô gái và giới thiệu với họ các ban giám khảo, và giám khảo Bjørn đã kiểm tra các cô gái qua buổi chụp hình đầu tiên thức dậy trên giường. Sau đó, họ đã háo hức khi biết được mình sẽ được đến Paris cho buổi chụp hình tiếp theo.
Ngày hôm sau, các cô gái đã bay tới Paris và gặp giám khảo kiêm cố vấn Jan cho buổi chụp hình tiếp theo lấy cảm hứng từ bức tranh Bữa ăn tối cuối cùng, khi họ sẽ phải tạo dáng trong đồ lót cùng nhau. Sau đó, họ quay về Oslo cho buổi loại trừ đầu tiên vào ngày tiếp theo có xuất hiện giám khảo khách mời là Cårejånni Enderud, Anette được gọi tên đầu tiên còn Ann-Jeanett là thí sinh đầu tiên bị loại.
- Nhiếp ảnh gia: Frédéric Pinet
- Khách mời đặc biệt: Cårejånni Enderud

### Tập 2
Khởi chiếu: 10 tháng 9 năm 2007
12 cô gái còn lại được Jan đưa đến cửa hàng thời trang Karen Millen để chọn quần áo và phụ kiện trong 10 phút, trước khi phải thay đồ, tự trang điểm và làm tóc trên xe limousine đang di chuyển tới một khách sạn cho thử thách chụp hình và phỏng vấn trên thảm đỏ. Kết quả là Polina chiến thắng thử thách và cô chọn Agathe & Julia để nhận phần thưởng là một buổi mua sắm tại cửa hàng của nhà thiết kế Klára Nademlýnská. Sau đó, Jan đã gây bất ngờ khi thông báo rằng họ sẽ được chuyển đến căn hộ mới sang trọng hơn tại khách sạn và sẽ được đến Prague cho buổi chụp hình ngày mai.
Ngày hôm sau, các cô gái đã bay tới Prague cho buổi chụp hình tiếp theo khi họ sẽ phải tự tìm một người mẫu nam cho mình ở ngoài đường để tạo dáng chung trong bữa tiệc sâmpanh lãng mạn trên sân thượng. Sau đó, họ quay về Oslo cho buổi loại trừ vào ngày tiếp theo có xuất hiện giám khảo khách mời là Trine Rasmussen, Polina được gọi tên đầu tiên còn Kine là thí sinh tiếp theo bị loại.
- Nhiếp ảnh gia: Bjørn Opsahl
- Khách mời đặc biệt: Trine Rasmussen, Paul Weaver, Klára Nademlýnská

### Tập 3
Khởi chiếu: 17 tháng 9 năm 2007
11 cô gái còn lại được đưa đến tiệm salon Toni&Guy cho diện mạo mới của mình. Sau đó, họ đã gặp Jan cho thử thách phối đồ với diện mạo mới của mình, Silje chiến thắng thử thách và cô chọn Anette & Julia để nhận phần thưởng là một buổi mua sắm mỹ phẩm Max Factor trị giá 10.000kr. Jan còn thông báo thêm là buổi chụp hình ngày mai sẽ là ảnh quảng cáo cho Synsam nên các cô gái sẽ được thử mắt kính trước khi bắt đầu
Ngày hôm sau, họ được gặp Vendela và giám đốc điều hành của Synsam, Jannicke Rognstad, tại thác nước Mølla cho buổi chụp hình tiếp theo, họ sẽ phải chụp ảnh chân dung trên mặt nước cùng với mắt kính Synsam. Vào buổi đánh giá ngày tiếp theo có xuất hiện giám khảo khách mời là Jannicke Rognstad, Esther được gọi tên đầu tiên còn Kristina B. & Kristina T. rơi vào cuối bảng, nhưng tấm ảnh cuối cùng đã bị Vendela xé đi nên đồng nghĩa với việc là cả 2 đều là thí sinh tiếp theo bị loại.
- Nhiếp ảnh gia: Bjørn Opsahl
- Khách mời đặc biệt: David Wyke, Anne-Mette Andreassen, Karoline Hestnes, Jannicke Rognstad

### Tập 4
Khởi chiếu: 24 tháng 9 năm 2007
9 cô gái còn lại được Jan đánh thức dậy sớm cho buổi tập thể lực ngoài trời trước khi tham gia vào thử thách thể lực theo cặp, Agethe & Kaja chiến thắng thử thách và được nhận thưởng 1 buổi thư giãn ở spa.
Ngày hôm sau, các cô gái đã có buổi chụp hình tiếp theo hóa thân những tên trộm thời trang và phải vung lên một bức tường của tòa nhà cao tầng. Vào buổi đánh giá ngày tiếp theo, Julia được gọi tên đầu tiên còn Agathe là thí sinh tiếp theo bị loại.
- Nhiếp ảnh gia: Bjørn Opsahl

### Tập 5
Khởi chiếu: 1 tháng 10 năm 2007
8 cô gái còn lại đã có thử thách phân biệt giày hàng thật và giả, Julia chiến thắng thử thách và nhận được 1 đôi giày cao gót từ cửa hàng Cesare Paciotti. Nhưng Jan đã gây sốc các cô gái qua việc thông báo rằng là họ sẽ được đến Milan ngay bây giờ. Tại đó, các cô gái đã có bữa tối tại nhà hàng pizza cùng với Jan.
Ngày hôm sau, họ đã có buổi casting với Edoardo Costa tại Beatrice Models. Sau đó, họ được đưa đến Como cho buổi chụp hình tiếp theo của họ hóa thân thành những nạn nhân bị sát hại. Ngày tiếp theo, họ đã có một buổi mua sắm tại Milan trước khi quay về Oslo cho buổi loại trừ có xuất hiện giám khảo khách mời là Julie Thyrum, Anette được gọi tên đầu tiên còn Julia là thí sinh tiếp theo bị loại.
- Nhiếp ảnh gia: Fabio Coppi
- Khách mời đặc biệt: Barbara Colombo, Edoardo Costa, Julie Thyrum

### Tập 6
Khởi chiếu: 8 tháng 10 năm 2007
7 cô gái còn lại đã có một buổi học cách bộc lộ cảm xúc với diễn viên Mads Jørgensen trước khi tham gia vào thử thách diễn xuất, Ivanna chiến thắng thử thách và sẽ được miễn loại trong tuần này.
Ngày hôm sau, từng người một đã có một buổi nói chuyện với Jan trước khi tham gia vào buổi chụp hình tiếp theo hóa thân thành những cô gái pin-up, trong khi họ sẽ phải tạo dáng cùng với một chiếc xe cổ điển. Vào buổi đánh giá ngày tiếp theo có xuất hiện giám khảo khách mời là Mads Jørgensen, Ivanna được gọi tên đầu tiên còn Kaja là thí sinh tiếp theo bị loại.
- Nhiếp ảnh gia: Bjørn Opsahl
- Khách mời đặc biệt: Mads Jørgensen

### Tập 7
Khởi chiếu: 15 tháng 10 năm 2007
6 cô gái còn lại được gặp giám đốc điều hành của sữa tắm Explore Jesper Golarius để thông báo rằng là họ sẽ có một buổi chụp hình quảng cáo cho sản phẩm và gây sốc các cô gái khi buổi chụp hình sẽ diễn ra ở Reykjavík. Tại đó, họ đã có một ngày thư giãn cưỡi ngựa tới vùng biển và đi trượt tuyết trước khi dẫn tới địa điểm cho buổi chụp hình vào ngày mai tại Geysir.
Ngày hôm sau, các cô gái đã có buổi chụp hình quảng cáo cho sữa tắm Explore, họ sẽ phải tỏ ra thư giãn trong bồn tắm ngoài trời. Sau đó, họ quay về Oslo cho buổi loại trừ vào ngày tiếp theo có xuất hiện giám khảo khách mời là Jesper Golarius, Kamilla được gọi tên đầu tiên còn Silje là thí sinh tiếp theo bị loại. Sau buổi loại trừ, Jesper đã chọn ảnh của Anette & Kamilla làm ảnh quảng cáo cho sản phẩm.
- Nhiếp ảnh gia: Bjørn Opsahl
- Khách mời đặc biệt: Jesper Golarius

### Tập 8
Khởi chiếu: 22 tháng 10 năm 2007
5 cô gái còn lại đã có một buổi học catwalk với cố vấn Mariana Verkerk trước khi tham gia vào thử thách trình diễn thời trang cho DiN, Polina chiến thắng thử thách và nhận được một bộ đồ và dây thắt lưng từ TSH Oslo.
Ngày hôm sau, các cô gái đã có buổi chụp hình tiếp theo của mình hóa thân thành người phụ nữ quyền lực và họ đã sốc khi biết rằng mình sẽ tạo dáng chung với hai người mẫu nam khỏa thân. Vào buổi đánh giá ngày tiếp theo, các cô gái nhận được một bất ngờ là người thân của họ đến thăm trong khi ban giám khảo đang hội ý, kết quả là Vendela sau đó bước vào phòng chờ và thông báo với các cô gái rằng là sẽ không có ai bị loại hết. Các cô gái cùng người thân sau đó đã có một bữa tiệc tại căn hộ.
- Nhiếp ảnh gia: Bjørn Opsahl

### Tập 9
Khởi chiếu: 29 tháng 10 năm 2007
5 cô gái còn lại được gặp Cecilie Bibow tại Bli Ny Studio để học về cách lựa chọn quần áo theo màu sắc để mặc phù hợp với dáng người trước khi tham gia vào thử thách trình diễn thời trang trong trang phục mà các cô gái mua cho lẫn nhau, Anette chiến thắng thử thách và được nhận 1 túi quần áo từ Dolce & Gabbana.
Ngày hôm sau, các cô gái đã được làm tóc, trang điểm và thay đồ tại căn hộ trước khi được đưa tới nhà ga trung tâm Oslo cho buổi chụp hình tiếp theo hóa thành những quý cô sang trọng, nhưng lần này họ sẽ phải tự chụp hình cho mình. Vào buổi đánh giá ngày tiếp theo có xuất hiện giám khảo khách mời là Julie Botnen, Kamilla được gọi tên đầu tiên còn Anette là thí sinh tiếp theo bị loại.
- Nhiếp ảnh gia: Bjørn Opsahl
- Khách mời đặc biệt: Cecilie Bibow, Julie Botnen

### Tập 10
Khởi chiếu: 5 tháng 11 năm 2007
4 cô gái còn lại đã có một buổi nói chuyện với Jan và giám khảo Linda để kiểm tra về điểm mạnh và điểm yếu của mình và đã có thử thách khắc phục điểm yếu của mình, Polina chiến thắng thử thách và sẽ là thí sinh đầu tiên bước vào chung kết được diễn ra tại Paris.
Ngày hôm sau, các cô gái đã có buổi chụp hình tiếp theo hóa thân thành những cô gái phản động đang đi ra khỏi chiếc xe đang bốc cháy đằng sau. Vào buổi đánh giá ngày tiếp theo, Polina được gọi tên đầu tiên còn Esther là thí sinh tiếp theo bị loại.
- Nhiếp ảnh gia: Bjørn Opsahl

### Tập 11
Khởi chiếu: 12 tháng 11 năm 2007
3 cô gái còn lại được quay lại Paris cho chung kết của cuộc thi. Họ đã có một khoảng thời gian đi tham quan thành phố trước khi tham gia vào buổi chụp hình áo tắm ở bãi biển tại Normandie vào ngày tiếp theo. Ngày hôm sau, từng người một đã có một buổi nói chuyện với Vendela trước khi Vendela và ban giám khảo phải hội ý lần một về 3 cô gái còn lại.
- Nhiếp ảnh gia: Bjørn Opsahl

### Tập 12
Khởi chiếu: 19 tháng 11 năm 2007
Jan đến gặp 3 cô gái cuối cùng để giúp họ một lần cuối cho việc sắp xếp portfolio cho một buổi casting tại 3 nơi: quản lí Women Management, tạp chí Marie Claire và Zadig & Voltaire.
Ngày hôm sau, họ đã có buổi chụp hình cuối cùng trong trang phục Haute couture trên vòng quay đu ngựa tại một khu vui chơi. Vào buổi đánh giá cuối cùng có xuất hiện giám khảo khách mời là Dejan Marković & J. Alexander, Kamilla trở thành quán quân thứ hai của Top Model.
- Nhiếp ảnh gia: Bjørn Opsahl
- Khách mời đặc biệt: Cecilia Bonstrom, Carole Gerland, Dejan Marković, J. Alexander

## Thứ tự gọi tên
| 1  | Anette      | Polina      | Esther                  | Julia   | Anette  | Ivanna  | Kamilla | Kamilla | Polina  | Kamilla       |  |  |
| 2  | Ivanna      | Kamilla     | Silje                   | Esther  | Esther  | Polina  | Anette  | Polina  | Kamilla | Ivanna Polina |  |  |
| 3  | Kamilla     | Silje       | Polina                  | Silje   | Silje   | Esther  | Polina  | Ivanna  | Ivanna  | Ivanna Polina |  |  |
| 4  | Polina      | Kaja        | Kamilla                 | Kamilla | Ivanna  | Kamilla | Esther  | Esther  | Esther  |               |  |  |
| 5  | Kristina B. | Anette      | Agathe                  | Kaja    | Kaja    | Silje   | Ivanna  | Anette  |         |               |  |  |
| 6  | Julia       | Esther      | Ivanna                  | Ivanna  | Kamilla | Anette  | Silje   |         |         |               |  |  |
| 7  | Esther      | Agathe      | Kaja                    | Anette  | Polina  | Kaja    |         |         |         |               |  |  |
| 8  | Kaja        | Julia       | Anette                  | Polina  | Julia   |         |         |         |         |               |  |  |
| 9  | Silje       | Ivanna      | Julia                   | Agathe  |         |         |         |         |         |               |  |  |
| 10 | Kristina T. | Kristina T. | Kristina B. Kristina T. |         |         |         |         |         |         |               |  |  |
| 11 | Agathe      | Kristina B. | Kristina B. Kristina T. |         |         |         |         |         |         |               |  |  |
| 12 | Kine        | Kine        |                         |         |         |         |         |         |         |               |  |  |
| 13 | Ann-Jeanett |             |                         |         |         |         |         |         |         |               |  |  |

     Thí sinh bị loại
     Thí sinh được miễn loại
     Thí snh chiến thắng cuộc thi
- Ở tập 8 & 11, không có ai bị loại.

### Buổi chụp hình
- Tập 1: Ảnh trắng đen thức dậy trên giường; Bữa ăn tối cuối cùng trong đồ lót
- Tập 2: Tiệc sâmpanh lãng mạn ở Prague với người mẫu nam
- Tập 3: Ảnh chân dung khỏa thân với mắt kính trên hồ cho Synsam
- Tập 4: Tên trộm thời trang trên không
- Tập 5: Những nạn nhân bị giết
- Tập 6: Pin-up với xe
- Tập 7: Thư giãn trong bồn tắm cho sữa tắm Explore
- Tập 8: Người phụ nữ quyền lực với người mẫu nam khỏa thân
- Tập 9: Quý cô sang trọng
- Tập 10: Chuyển động trước chiếc xe đang cháy
- Tập 11: Áo tắm ở bãi biển Normandie
- Tập 12: Haute couture trên vòng quay ngựa gỗ